# 乌力吉那仁
乌力吉那仁（1919年12月2日—1993年1月26日），男，蒙古族，锡勒图库伦旗（今内蒙古自治区库伦旗）人，中华民国大陆时期及中华人民共和国内蒙古政治人物。

## 生平
1943年3月，乌力吉那仁到西苏尼特旗温都尔庙，在蒙古军幼年学校担任文化教员。1945年，蒙古青年革命党成立，乌力吉那仁为执行委员之一。1945年9月9日出席并当选内蒙古人民共和国临时政府委员。
1946年3月20日后，乌力吉那仁作为内蒙古自治运动联合会代表，随其他人来到承德，参加了“四三会议”。会后，乌力吉那仁当选为内蒙古自治运动联合会昭乌达盟分会主任。1947年，随乌兰夫来到王爷庙（今乌兰浩特）参加了内蒙古自治政府成立大会（即“五一大会”），并当选为参议员。
1948年11月，乌力吉那仁入内蒙古第一期党校学习，未毕业便被抽调至军政学校任政治部副主任兼一大队政委。1949年8月，内蒙古人民解放军改编为中国人民解放军，乌力吉那仁调任骑兵四师副政委兼政治部主任。
1951年8月，乌力吉那仁自部队调离，转到地方工作，担任内蒙古青年团宣传部部长。1954年，继克力更之后担任内蒙古青年团团委书记。1956年10月，乌力吉那仁转到包头钢铁公司任副经理、副书记，分管矿山工作。1957年8月，乌力吉那仁动身赴鞍山钢铁公司实习，途经北京时参观了石景山钢铁厂（今首钢总公司）。
1975年，乌力吉那仁被安排至八省区蒙古语文工作领导小组担任副组长，并且兼任内蒙古语委主任。1979年，乌力吉那仁调任内蒙古自治区计划委员会副主任。1983年，乌力吉那仁离休。
1993年1月26日，乌力吉那仁逝世。

## 影响
李国文的长篇小说《冬天里的春天》主角原型。